# ملعب بني ياس
ملعب بني ياس هو ملعب يقع في منطقة بني ياس بأبو ظبي، الإمارات العربية المتحدة. غالبا ما يتم استخدامه لمباريات كرة القدم وهو الملعب الرئيسي لنادي بني ياس الذي يلعب الدوري الإماراتي للمحترفين يتسع لجلوس 9,047 متفرج.

## التاريخ
بدأ بناء الملعب في 4 أغسطس 2009 واكتمل في فبراير 2010. تم تصميم ملعب بني ياس من قبل المهندس المعماري روجر تايليبرت.